# Meşeliçiftliği, Amasya
Meşeliçiftliği là một xã thuộc thành phố Amasya, tỉnh Amasya, Thổ Nhĩ Kỳ. Dân số thời điểm năm 2010 là 236 người.